# Boz (Alba)
Boz (deutsch Bußd, ungarisch Buzd) ist ein rumänisches Dorf im Kreis Alba in der Region Siebenbürgen. Es ist Teil der Gemeinde Doștat.
Der Ort ist auch bekannt unter der früheren rumänischen Bezeichnung Buzdu und der deutschen Bussendorf.

## Lage

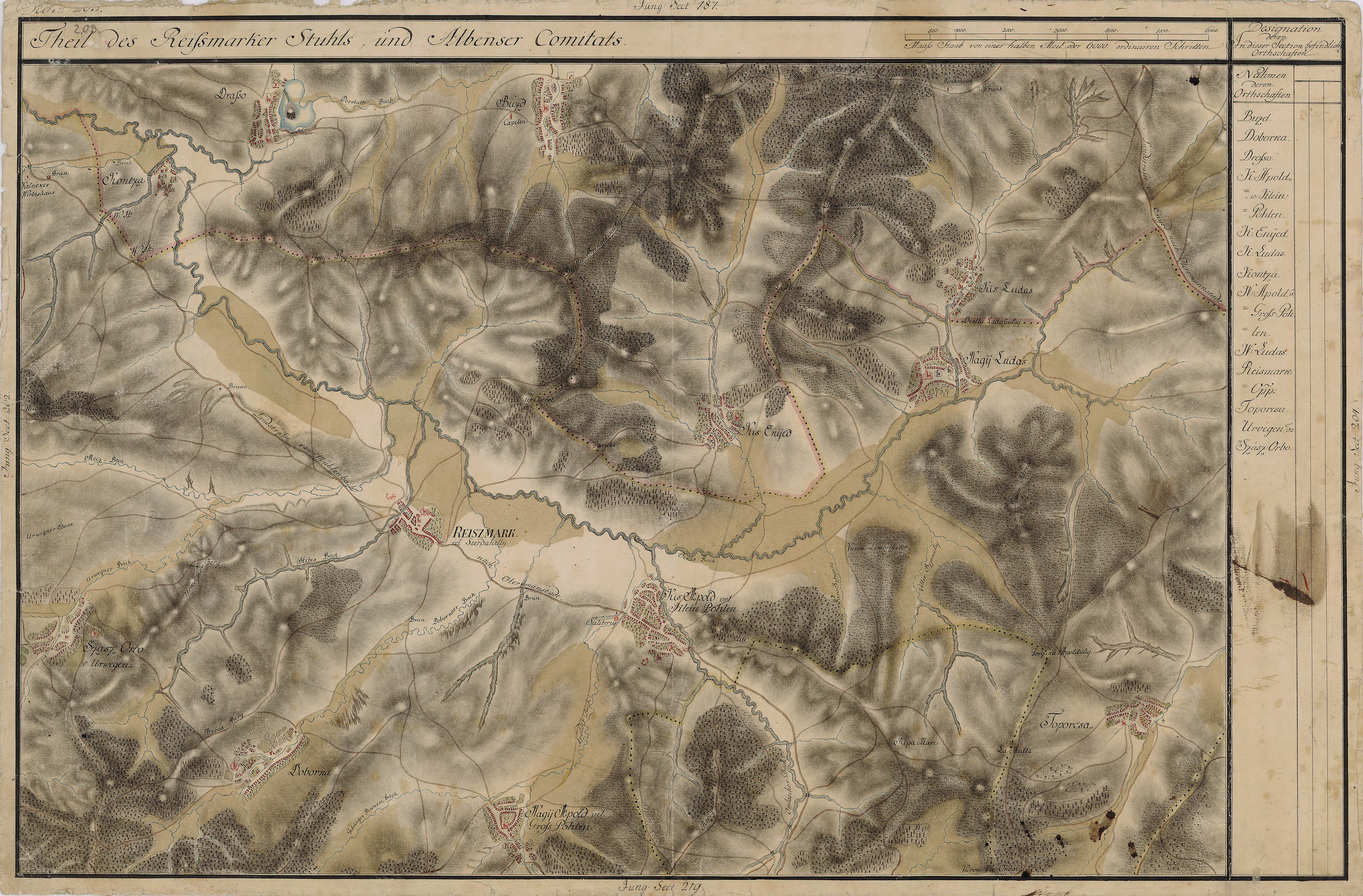
Boz (Buzd), in der Josephinischen Landaufnahme von 1767 bis 1773.

Boz liegt im Zekesch-Hochland (Podișul Secașelor) im Südwesten Siebenbürgens. In einer hügligen Landschaft an der Kreisstraße (Drum județean) DJ 141D, befindet sich der Ort ca. 3 Kilometer südwestlich des Gemeindesitzes Doștat und 18 Kilometer (Luftlinie) östlich von Sebeș (Mühlbach) entfernt.

## Geschichte
Boz ein ehemaliges Hörigendorf des Unterweißenburger Komitats, wurde nach unterschiedlichen Angaben erstmals 1295 oder 1334 urkundlich erwähnt. Die Bezeichnung des Ortes „Boz“ stammt aus dem Slawischen und bedeutet Holunder.
Die Bewohner lebten und leben vorrangig von der Landwirtschaft und der Viehzucht.

## Bevölkerung
Die Bevölkerung des Dorfes entwickelte sich wie folgt:
| 1850 | 807   | 449 | 24 | 223 | 111 |
| 1900 | 1.013 | 646 | 25 | 342 | -   |
| 1930 | 1.213 | 633 | 5  | 541 | 34  |
| 1977 | 578   | 382 | 1  | 132 | 63  |
| 2002 | 445   | 433 | 1  | 6   | 5   |

1941 wurde mit 1241 die größte Bevölkerungszahl des Ortes registriert (627 Rumänen, 612 Deutsche und zwei Ungarn). Der höchste Anteil der Deutschen (612) war im Jahr 1941, der Rumänen (663) 1910, der Magyaren (27) 1880 und der Roma (111) 1850. Nach dem Zweiten Weltkrieg kam es zur Auswanderung fast aller Siebenbürger Sachsen.

## Sehenswürdigkeiten
- Die evangelische Kirchenburg mit der Wehrkirche und dem dazugehörigen Glockenturm, der irgendwann auch eine Schule beherbergte, steht unter Denkmalschutz.[6] Über dem Chor – ausnahmsweise nach Süden orientiert – und dem Schiff wurde um 1523 ein Wehrgeschoss angebaut; dieses wird von stufenartig vorgekragten Konsolen getragen.[7] Der Chor mit 5/8 Abschluss ist annähernd nach Süden orientiert. Der Ziegelbau mit abgetreppten Strebepfeilern hat ein Tonnengewölbe mit Stichkappen und ein Tonrippennetz, darüber erhebt sich das zweistöckige Wehrgeschoss mit Schießscharten und Gußlöchern zwischen profilierten Konsolen. Die Kirche ist heute von einer ca. 2 m hohen Mauer umgeben, im Norden steht ein Torhaus mit Wehrgang. Die schlichte Innenausstattung wird von dem Barockaltar beherrscht.[8]
- Die Rumänisch-Orthodoxe Kirche
- Die Unitarische Kirche[9]

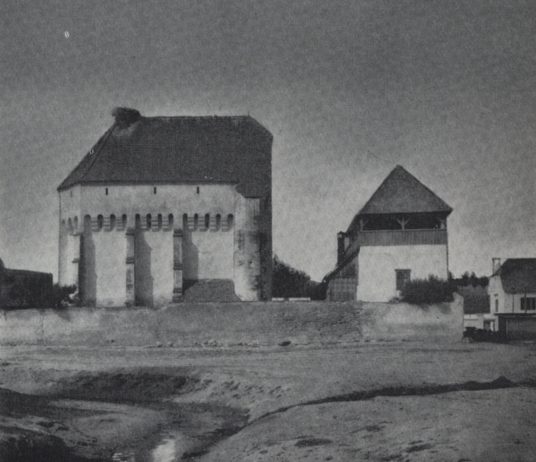
Die Wehrkirche (1964)
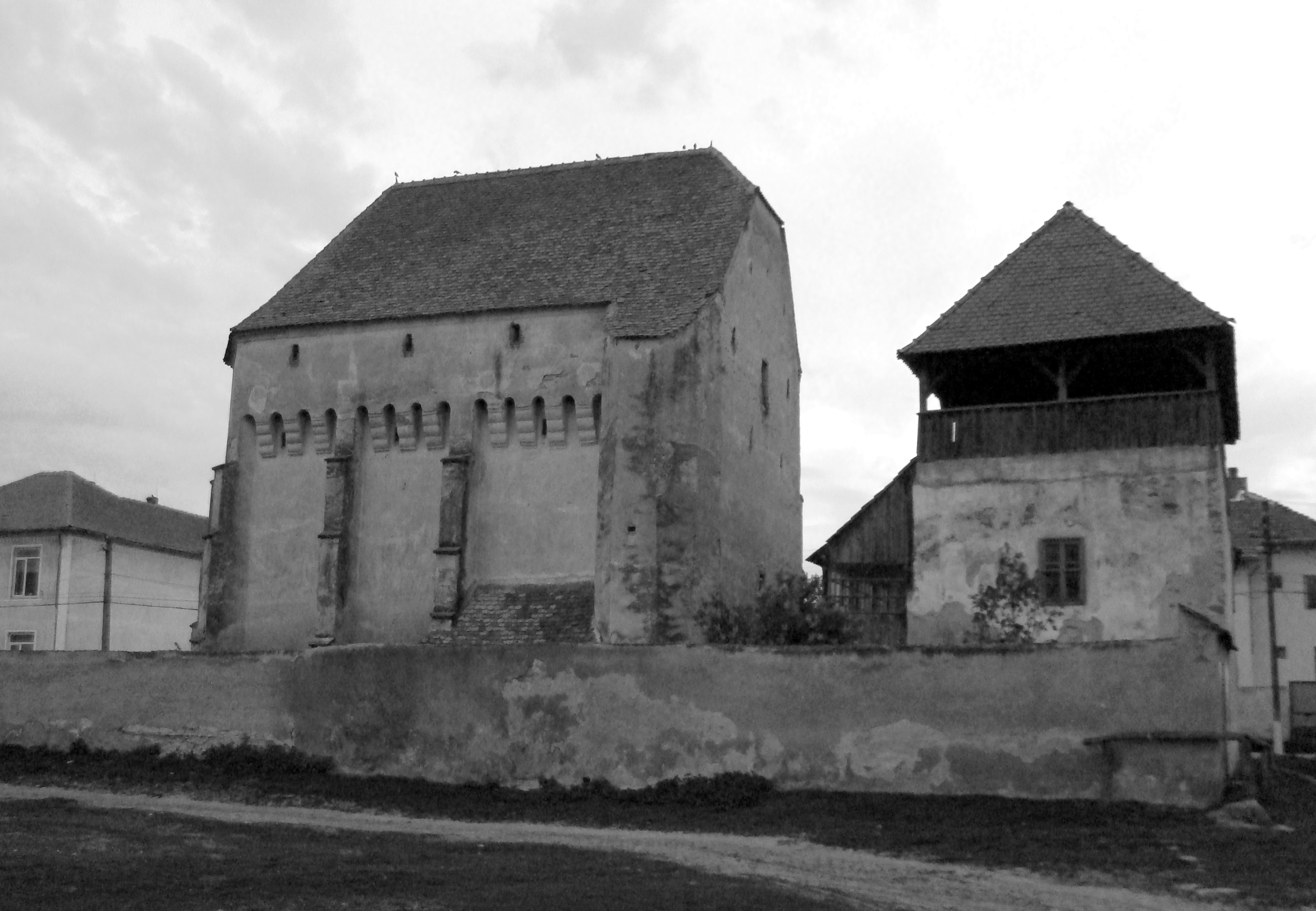
Die Wehrkirche (2010)
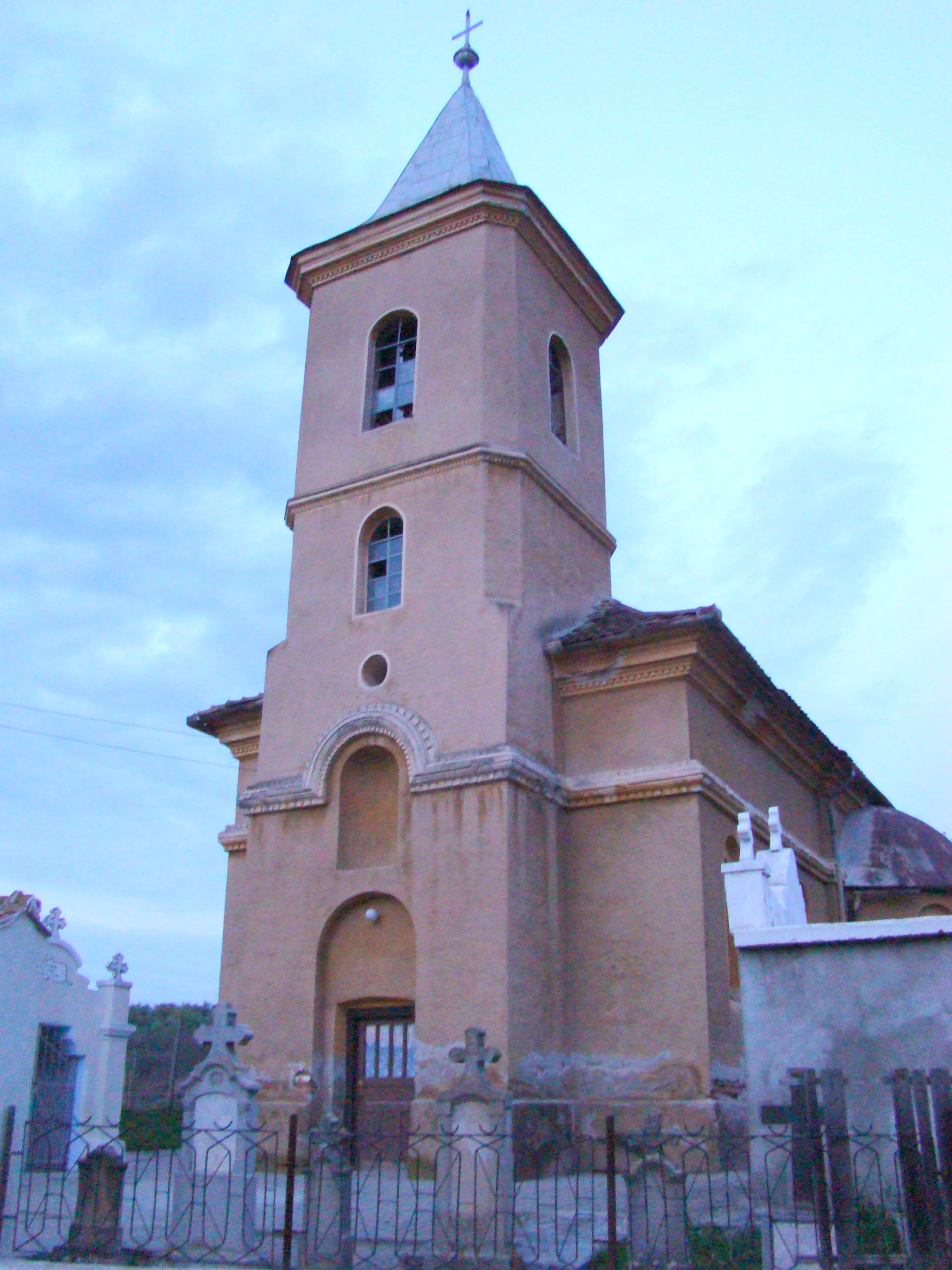
Die Rumänisch-Orthodoxe Kirche
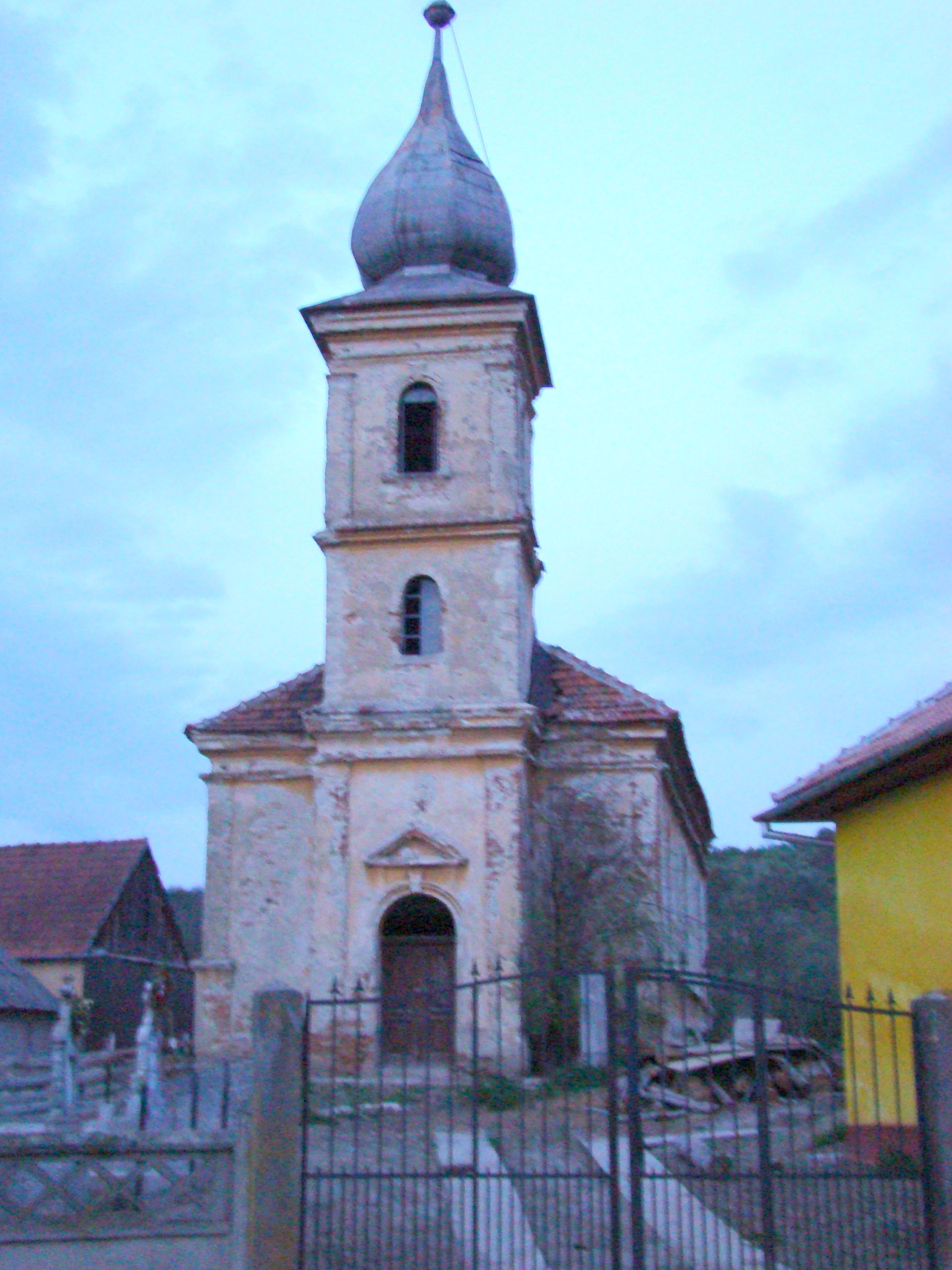
Die Unitarische Kirche